# Дума про Батурин
Дума про Батурин — українська дума в якій оспівуються події батуринської різанини що сталася 2 (13) листопада 1708 року . В думі у поетичній формі описується знищення російськими (московськими) військами міста Батурин та його мешканців. Зміст думи полягає в колисковій пісні повчанні дітей. Текст думи є глибоко символічним і направлений на донесення історичної правди майбутнім поколінням про трагічні події в Батурині. Звертання думи немов би до дітей є поетичним і символічним літературним прийомом, в очах мовця цієї думи символічними "дітьми" бачаться наступні покоління українців. Також в думі  оспівуються релігійні мотиви, які направлені на надання яскравого забарвлення глибокому народному трагічному наративу що висвітлюється в думі. 
Автором тексту та музики є Компаніченко Тарас Вікторович; 
Час написання – 1999-2000 роки. 